# Стрибки у воду на Чемпіонаті світу з водних видів спорту 2015
Змагання зі стрибків у воду на Чемпіонаті світу з водних видів спорту 2015 тривали з 24 липня до 2 серпня 2015 року в Казані (Росія).

## Дисципліни
Змагання в індивідуальних дисциплінах складалися з попереднього раунду, півфіналів і фіналів. Порядок виступів спортсменів у попередньому раунді визначався випадковим вибором за допомогою комп'ютера. 18 стрибунів з найвищими оцінками потрапляли до півфіналу, де так само визначалися 12 фіналістів.

## Розклад змагань
Розіграно 13 комплектів нагород.
Вказано місцевий час (UTC+3).
| Дата          | Час   | Дисципліна                                                |
| ------------- | ----- | --------------------------------------------------------- |
| 24 липня 2015 | 15:00 | Трамплін, 1 метр (чоловіки), попередній раунд             |
| 25 липня 2015 | 10:00 | Синхронний трамплін, 3 метри (жінки), попередній раунд    |
| 25 липня 2015 | 15:00 | Змішана синхронна вишка, 10 метрів, фінал                 |
| 25 липня 2015 | 19:30 | Синхронний трамплін, 3 метри (жінки), фінал               |
| 26 липня 2015 | 10:00 | Синхронна вишка, 10 метрів (чоловіки), попередній раунд   |
| 26 липня 2015 | 15:00 | Трамплін, 1 метр (жінки), попередній раунд                |
| 26 липня 2015 | 19:30 | Синхронна вишка, 10 метрів (чоловіки), фінал              |
| 27 липня 2015 | 10:00 | Синхронна вишка, 10 метрів (жінки), попередній раунд      |
| 27 липня 2015 | 15:00 | Трамплін, 1 метр (чоловіки), фінал                        |
| 27 липня 2015 | 19:30 | Синхронна вишка, 10 метрів (жінки), фінал                 |
| 28 липня 2015 | 10:00 | Синхронний трамплін, 3 метри (чоловіки), попередній раунд |
| 28 липня 2015 | 15:00 | Трамплін, 1 метр (жінки), фінал                           |
| 28 липня 2015 | 19:30 | Синхронний трамплін, 3 метри (чоловіки), фінал            |
| 29 липня 2015 | 10:00 | Вишка, 10 метрів (жінки), попередній раунд                |
| 29 липня 2015 | 15:00 | Вишка, 10 метрів (жінки), півфінал                        |
| 29 липня 2015 | 19:30 | Командні змагання                                         |
| 30 липня 2015 | 10:00 | Трамплін, 3 метри (чоловіки), попередній раунд            |
| 30 липня 2015 | 15:00 | Трамплін, 3 метри (чоловіки), півфінал                    |
| 30 липня 2015 | 19:30 | Вишка, 10 метрів (жінки), фінал                           |
| 31 липня 2015 | 10:00 | Трамплін, 3 метри (жінки), попередній раунд               |
| 31 липня 2015 | 15:00 | Трамплін, 3 метри (жінки), півфінал                       |
| 31 липня 2015 | 19:30 | Трамплін, 3 метри (чоловіки), фінал                       |
| 1 серпня 2015 | 10:00 | Вишка, 10 метрів (чоловіки), попередній раунд             |
| 1 серпня 2015 | 15:00 | Вишка, 10 метрів (чоловіки), півфінал                     |
| 1 серпня 2015 | 19:30 | Трамплін, 3 метри (жінки), фінал                          |
| 2 серпня 2015 | 15:00 | Змішаний синхронний трамплін, 3 метри, фінал              |
| 2 серпня 2015 | 19:30 | Вишка, 10 метрів (чоловіки), фінал                        |

## Медальний залік

### Таблиця медалей
| Місце               | Країна              | Золото | Срібло | Бронза | Загалом |
| ------------------- | ------------------- | ------ | ------ | ------ | ------- |
| 1                   | Китай               | 10     | 3      | 2      | 15      |
| 2                   | Велика Британія     | 1      | 0      | 3      | 4       |
| 3                   | Італія              | 1      | 0      | 2      | 3       |
| 4                   | Північна Корея      | 1      | 0      | 1      | 2       |
| 5                   | Канада              | 0      | 4      | 0      | 4       |
| 6                   | Росія               | 0      | 2      | 1      | 3       |
| 7                   | Україна             | 0      | 2      | 0      | 2       |
| 8                   | США                 | 0      | 1      | 1      | 2       |
| 9                   | Мексика             | 0      | 1      | 0      | 1       |
| 10                  | Австралія           | 0      | 0      | 2      | 2       |
| 11                  | Малайзія            | 0      | 0      | 1      | 1       |
| Загалом (11 збірна) | Загалом (11 збірна) | 13     | 13     | 13     | 39      |

### Чоловіки
| Дисципліна                   | Золото                              | Золото | Срібло                                      | Срібло | Бронза                                         | Бронза |
| ---------------------------- | ----------------------------------- | ------ | ------------------------------------------- | ------ | ---------------------------------------------- | ------ |
| Трамплін, 1 метр             | Сє Сиї · Китай                      | 485.50 | Ілля Кваша · Україна                        | 449.05 | Майкл Гіксон · США                             | 428.30 |
| Трамплін, 3 метри            | Хе Чао · Китай                      | 555.05 | Ілля Захаров · Росія                        | 547.60 | Джек Лафер · Велика Британія                   | 528.90 |
| Вишка, 10 метрів             | Цю Бо · Китай                       | 587.00 | Девід Бодая · США                           | 560.20 | Том Дейлі · Велика Британія                    | 537.95 |
| Синхронний трамплін, 3 метри | Китай (CHN) · Цао Юань · Цінь Кай   | 471.45 | Росія (RUS) · Євген Кузнецов · Ілля Захаров | 459.18 | Велика Британія (GBR) · Джек Лафер · Кріс Мірс | 445.20 |
| Синхронна вишка, 10 метрів   | Китай (CHN) · Чень Айсень · Лінь Юе | 495.72 | Мексика (MEX) · Іван Гарсія · Херман Санчес | 448.89 | Росія (RUS) · Роман Ізмайлов · Віктор Мінібаєв | 441.33 |

### Жінки
| Дисципліна                   | Золото                                | Золото | Срібло                                          | Срібло | Бронза                                          | Бронза |
| ---------------------------- | ------------------------------------- | ------ | ----------------------------------------------- | ------ | ----------------------------------------------- | ------ |
| Трамплін, 1 метр             | Таня Каньотто · Італія                | 310.85 | Ши Тінмао · Китай                               | 309.20 | Хе Цзи · Китай                                  | 300.30 |
| Трамплін, 3 метри            | Ши Тінмао · Китай                     | 383.55 | Хе Цзи · Китай                                  | 377.45 | Таня Каньотто · Італія                          | 356.15 |
| Вишка, 10 метрів             | Кім Кук Хьян · КНДР                   | 397.05 | Жень Цянь · Китай                               | 388.00 | Панделела Рінонг · Малайзія                     | 385.05 |
| Синхронний трамплін, 3 метри | Китай (CHN) · Ши Тінмао · У Мінься    | 351.30 | Канада (CAN) · Дженніфер Абель · Памела Вейр    | 319.47 | Австралія (AUS) · Саманта Міллс · Естер Цінь    | 304.20 |
| Синхронна вишка, 10 метрів   | Китай (CHN) · Чень Жолінь · Лю Хуейся | 359.52 | Канада (CAN) · Мейган Банфето · Розелін Фільйон | 339.99 | Північна Корея (PRK) · Кім Ун Хян · Сон Нам Хян | 325.26 |

### Змішані
| Дисципліна        | Золото                                                | Золото | Срібло                                                 | Срібло | Бронза                                         | Бронза |
| ----------------- | ----------------------------------------------------- | ------ | ------------------------------------------------------ | ------ | ---------------------------------------------- | ------ |
| Трамплін, 3 метри | Китай (CHN) · Ван Хань · Ян Хао                       | 339.90 | Канада (CAN) · Дженніфер Абель · Франсуа Імбо-Дюлак    | 317.01 | Італія (ITA) · Таня Каньотто · Майкол Верцотто | 315.30 |
| Вишка, 10 метрів  | Китай (CHN) · Си Яцзе · Тай Сяоху                     | 350.88 | Канада (CAN) · Мейган Банфето · Вінсан Ріндо           | 309.66 | Австралія (AUS) · Домонік Бедгуд · Мелісса Ву  | 308.22 |
| Команда           | Велика Британія (GBR) · Том Дейлі · Ребекка Галлантрі | 434.65 | Україна (UKR) · Олександр Горшковозов · Юлія Прокопчук | 426.45 | Китай (CHN) · Чень Жолінь · Сє Сиї             | 425.40 |